# (13982) Thunberg
(13982) Thunberg est un astéroïde de la ceinture principale.

## Description
(13982) Thunberg est un astéroïde de la ceinture principale. Il fut découvert le 2 septembre 1992 à La Silla par Eric Walter Elst. Il présente une orbite caractérisée par un demi-grand axe de 2,98 UA, une excentricité de 0,11 et une inclinaison de 0,5° par rapport à l'écliptique.

## Compléments